# 克萊斯勒集團
斯泰蘭蒂斯北美（英語：FCA US LLC，交易名稱爲Stellantis North America，来自原名“Fiat Chrysler Automobiles”的首字母缩写），汽车制造商，總部位於美國密西根州奧本山，與福特汽車及通用汽車合稱為美國汽車製造三大龍頭（Big Three）。其旗下有多個汽車品牌，包括佳士拿、道奇及吉普等。
克萊斯勒集團於1925年由沃尔特·克莱斯勒創建。1998年，克萊斯勒与戴姆勒-奔驰合并为戴姆勒-克莱斯勒，2007年克萊斯勒集團的股份被出售，再度成為獨立集團。2013年，意大利商飛雅特入股投資，並於翌年合併成為快意佳士拿集團。
現時佳士拿汽車已經成為斯泰蘭蒂斯集團旗下的子品牌。

## 历史

1962年9月啟用的克萊斯勒“Pentastar”商標

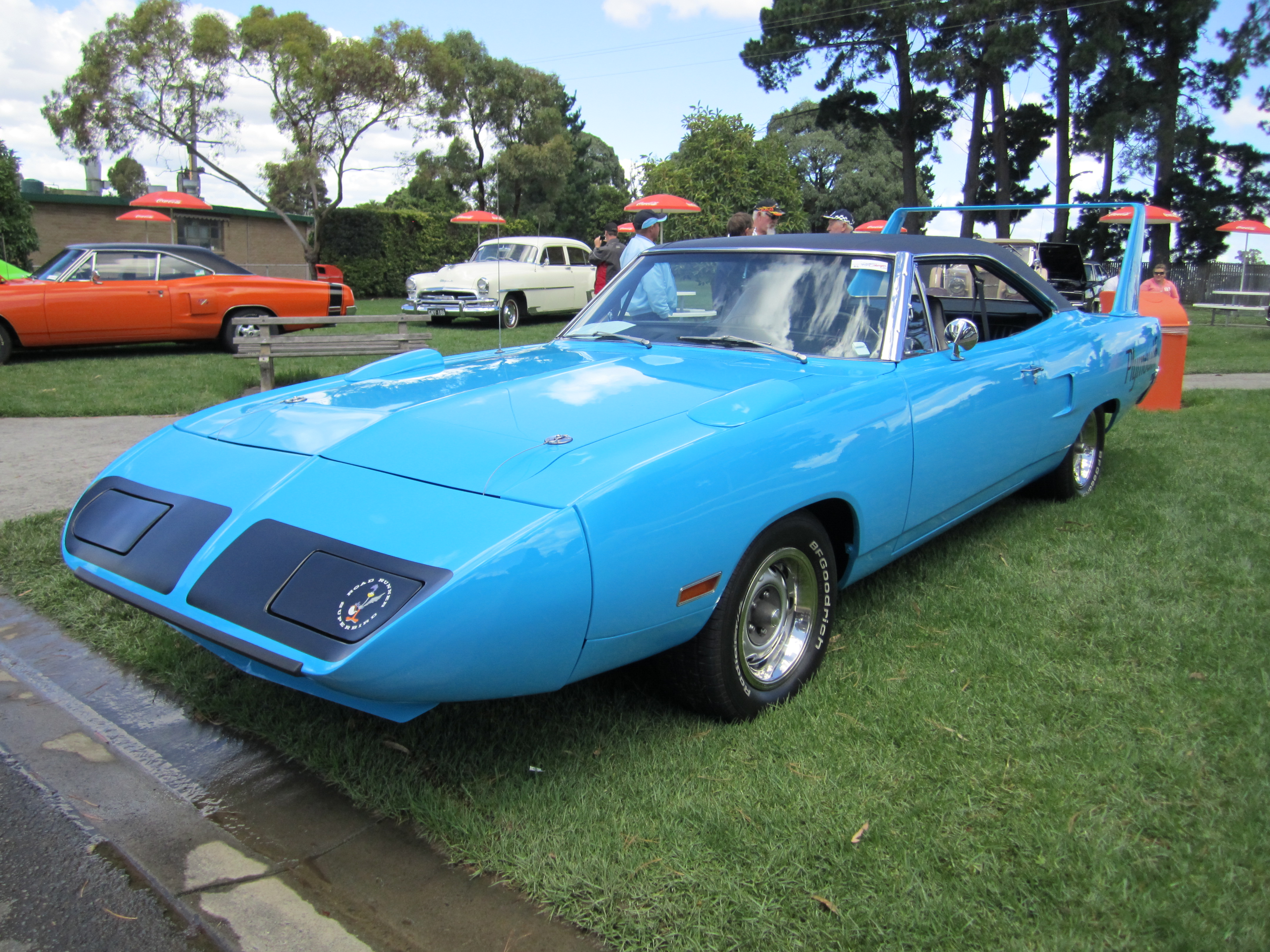
普利茅斯 Superbird

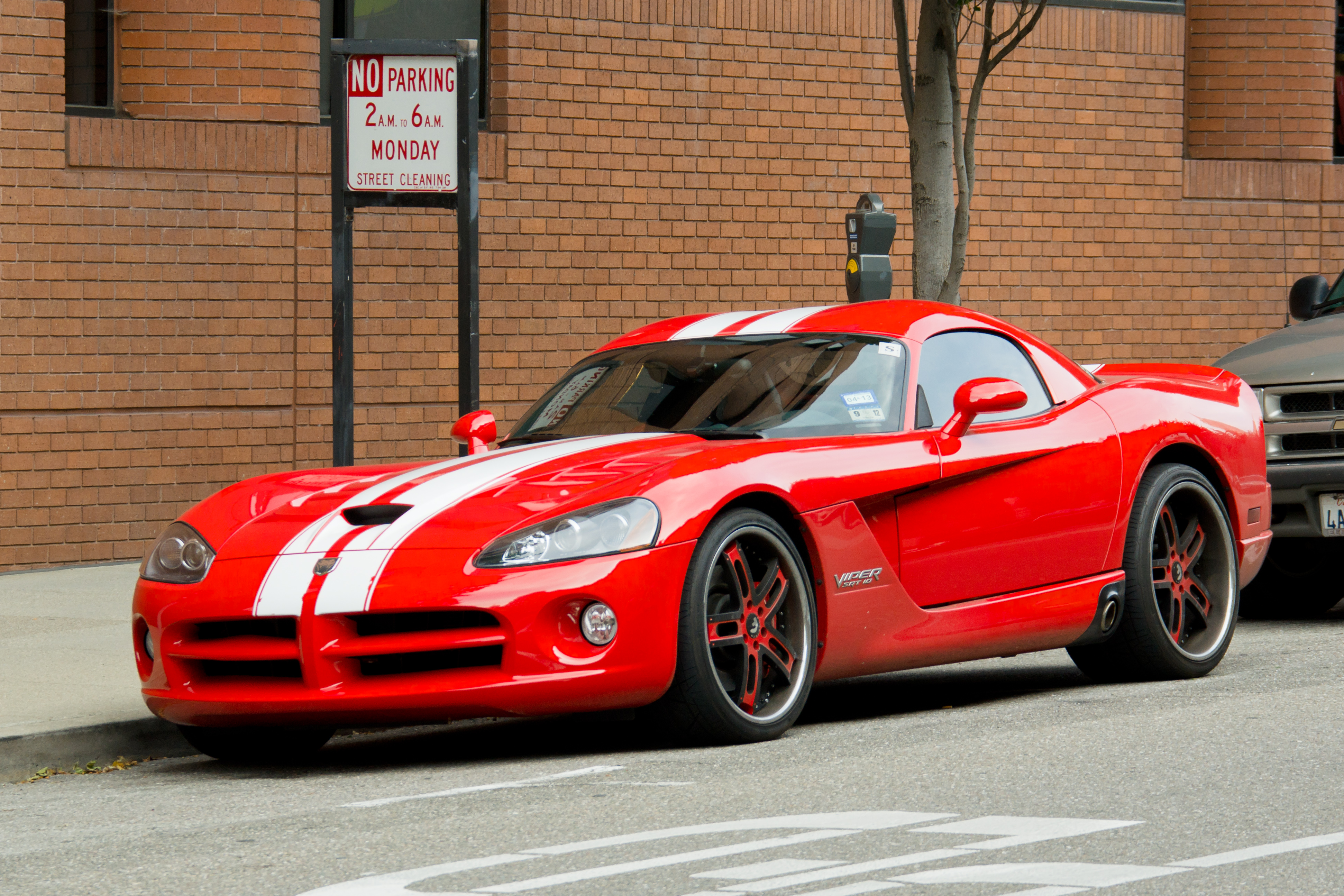
道奇毒蛇四代

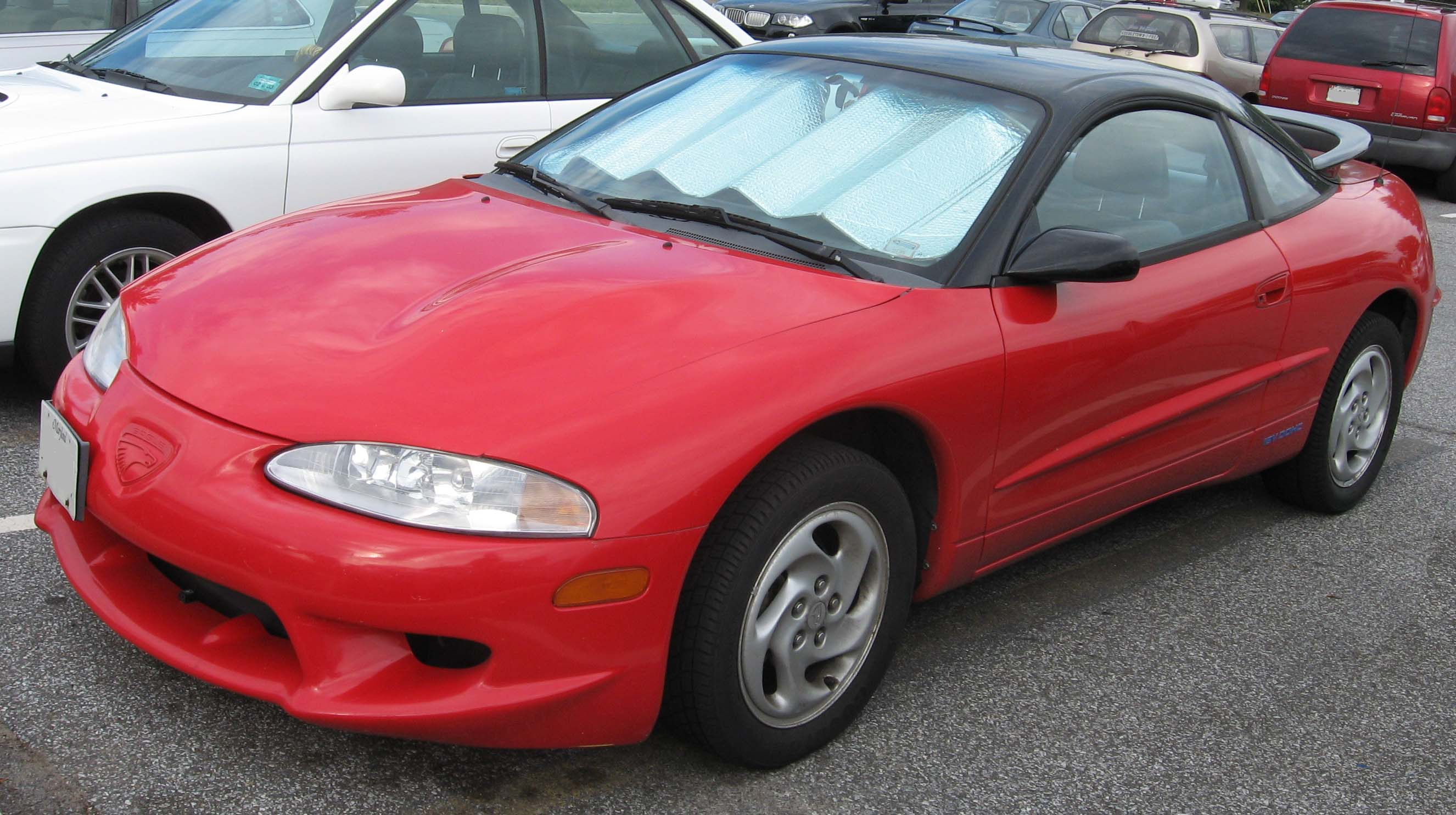
老鷹 Talon

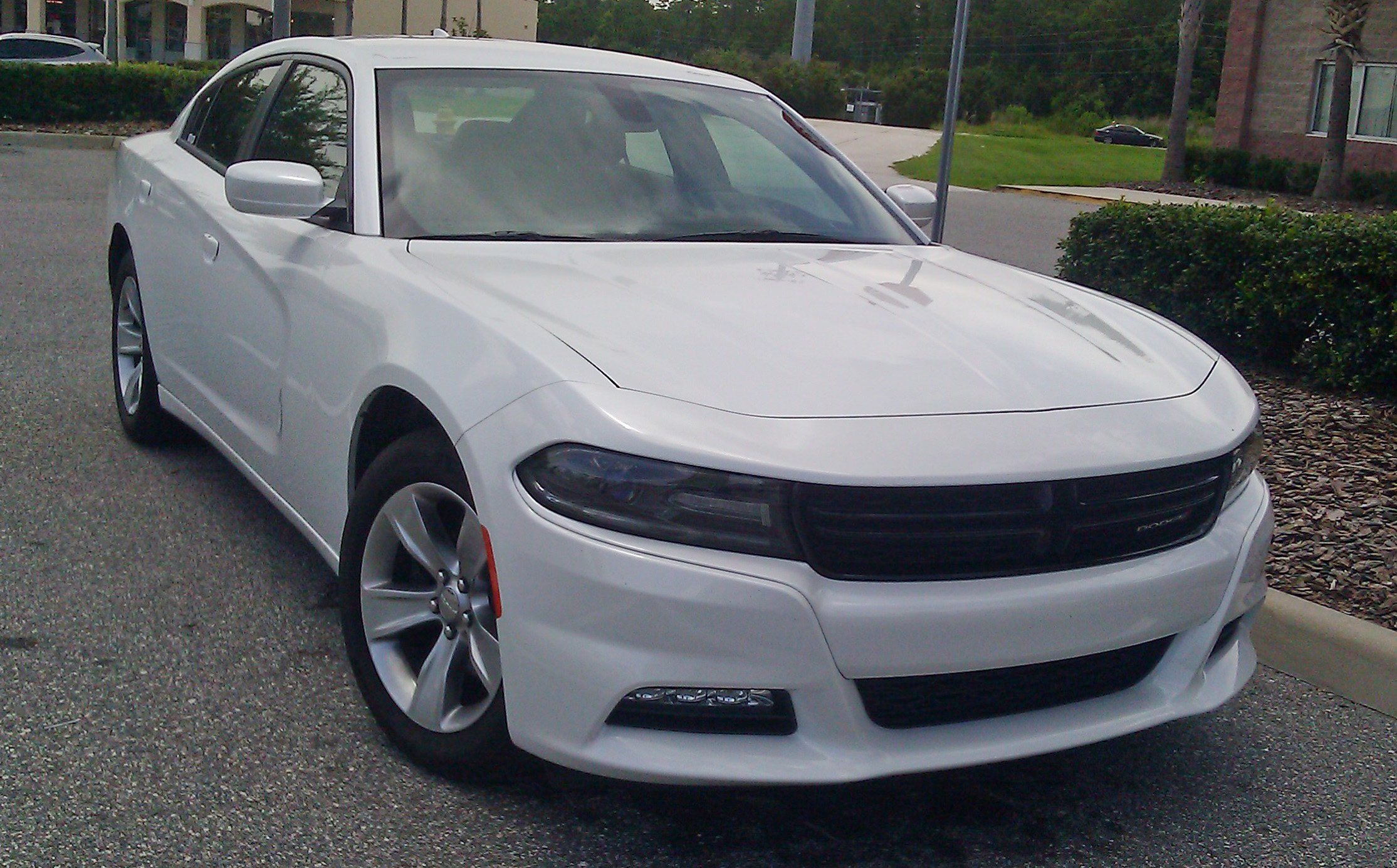
道奇 Charger

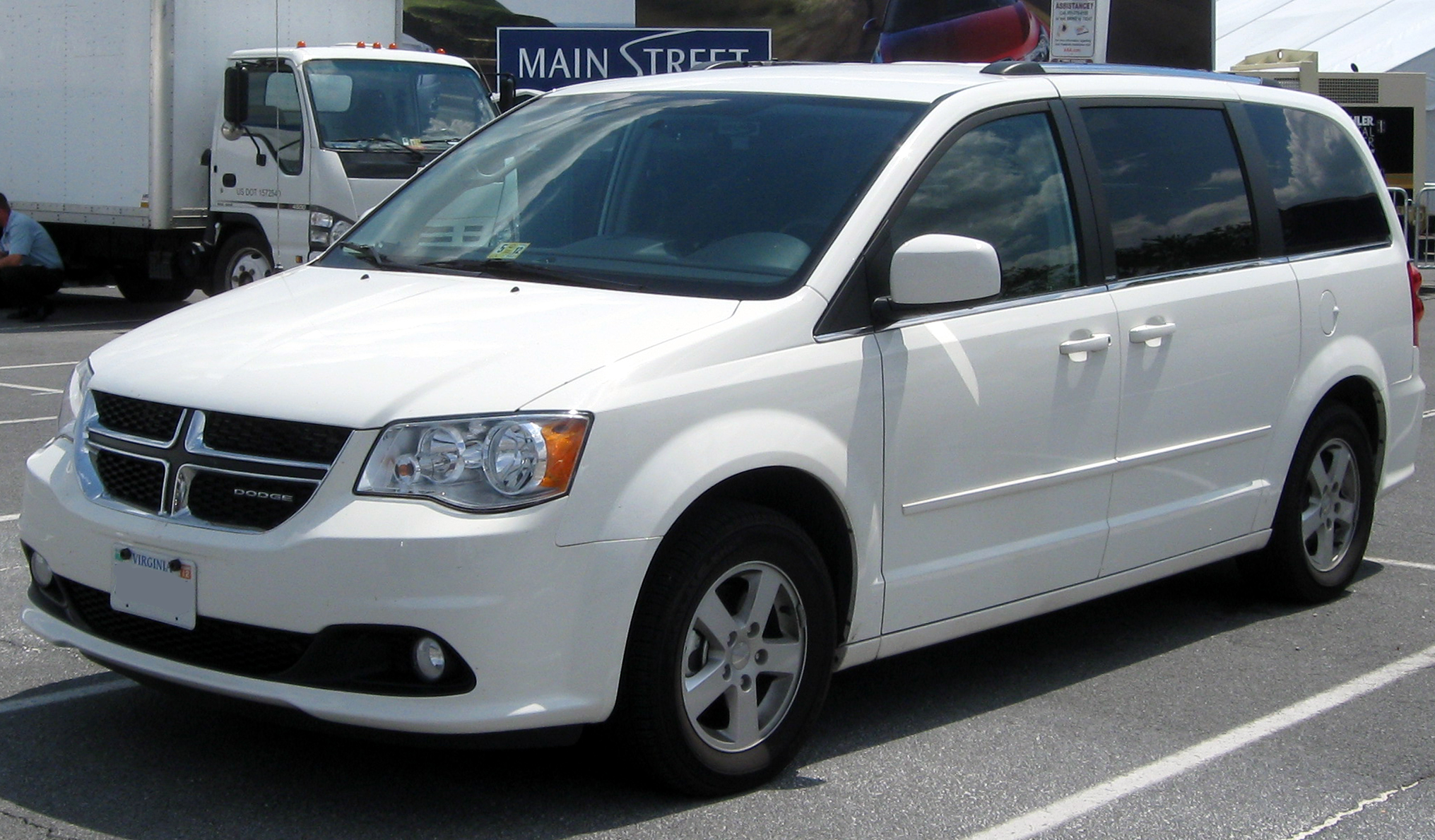
道奇 Grand Caravan

該公司为沃尔特·克莱斯勒于1925年6月6日利用马克斯韦尔汽车公司（Maxwell Motor Company）剩下的资产所创建的。同一年推出的Chrysler Four車型時速接近100公里，當時在展示會吸引破記錄的一百萬人來參觀。1927年推出普利茅斯品牌並合併道奇兄弟汽車公司。1929年克萊斯勒成為全美前三大車廠，在1930年代經濟大蕭條時仍未刪減研發經費，產生許多創新技術。集團的廠牌包括佳士拿、道奇、普利茅斯（Plymouth）、吉普及老鹰等，克萊斯勒旗下銷售量最大的廠牌是道奇汽車，近年來則是Jeep銷量最多，克萊斯勒本身廠牌則針對價位較高的市場與國際市場。普利茅斯與老鹰等品牌後來在產品整合中取消。
當年為了增加知名度，克萊斯勒先生在紐約市興建當時世界最高大樓克萊斯勒大廈，尖銳屋頂有數層半圓弧狀的装饰风艺术風格裝飾頗有特色，現今許多電影或電視影集到紐約市取景都會拍攝該屋頂的鏡頭，是紐約市的代表建築物之一。
1978年克萊斯勒面臨財務危機，僱用著名的前福特汽車總裁李·亚科卡擔任總裁，亚科卡尋求美國政府經濟援助，1979年12月美國國會通過克萊斯勒貸款法案，在1980年1月7日美国总统吉米·卡特簽署同意後克萊斯勒得到15億美元政府擔保貸款，推出暢銷的K型系列轎車，1982年轉虧為盈，1983年提前七年還清政府貸款並讓美國聯邦政府賺進3.5億美元的利息，讓公司反敗為勝（李·亚科卡後來將這經歷寫成美國暢銷書《反敗為勝》，這本書在台灣當年也極為暢銷）。1987年克萊斯勒設立新品牌老鹰，並買下義大利超跑工廠兰博基尼，協助讓主力跑車兰博基尼Diablo更符合實用，但1993年又將藍寶基尼轉賣給印尼公司MegaTech。1992年，李·亚科卡從克萊斯勒退休，將克萊斯勒交棒給罗伯特·詹姆斯·伊顿與鲍勃·卢茨。
1989年夏天在80年代初推出的一系列K型車車型已老化銷售下滑，經營狀況走下坡，克萊斯勒決定形成以產品發展團隊為中心的組織（Platform Teams），而非傳統組織的部門分工，新建好的研發中心設計時特別減少牆壁，會議室也設在人員最常經過的地方。因此推出一連串成功車款，1990年代的克萊斯勒成為全球車廠中平均每輛汽車獲利最高者。1998年，克萊斯勒与戴姆勒-奔驰合并为戴姆勒-克莱斯勒，原有的成功組織被拆散改組。2000年，克萊斯勒開始出現虧損。

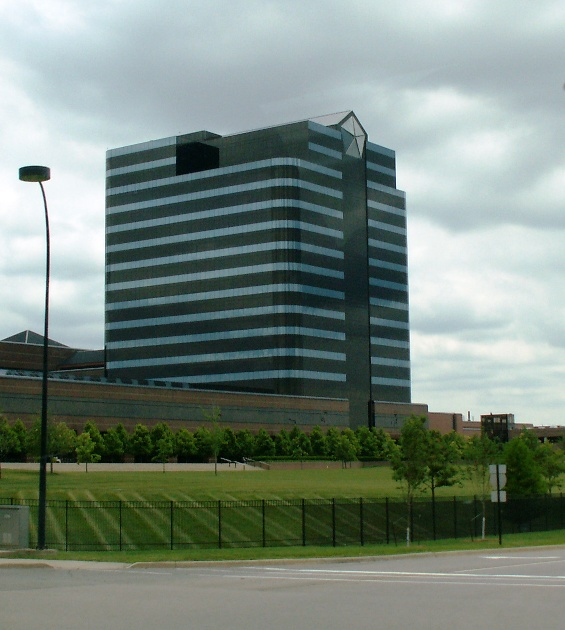
克萊斯勒總部

克萊斯勒1980年代初推出讓婦女能容易駕駛的轎車化箱型休旅車（Minivan）道奇Caravan、普利茅斯Voyager一炮而紅，歐洲的Minivan先驅雷諾Espace也源自克萊斯勒英國廠，開創一個新的汽車種類，至今仍是同類車的銷售冠軍，1998年英國首相托尼·布莱尔在首相任內也買了一輛克萊斯勒Voyager作為自家私人用車。1987年克萊斯勒買下美國汽車公司（AMC）獲得該公司旗下的著名廠牌吉普，吉普是美軍常用車種，而且在80年代初期創造出運動型多用途車此等熱門新汽車市場種類，將運動型多用途車從工程或越野用途改銷給愛好休閒的車主，開啟SUV的流行風潮，並一直是該市場的先驅車廠。1990年代推出的道奇Viper跑車搭載大排氣量8.0 公升V10 Hemi引擎，是美式跑車的代表之一。1998年，道奇Viper在FIA GT賽車GT2組全年十場比賽中擊敗歐日車廠拿下九場冠軍，其中五場並包辦前兩名，同時每一場都創下單圈最快速度的紀錄。
克萊斯勒銷售量曾經超越福特汽車，後來因工廠大罷工而衰退，但經常是美國銷售量第三大的車廠。
2005年的克萊斯勒300轎車是汽車界獲獎最多的新車（The Most Awarded New Car in Automotive History）。
2008年道奇廂型休旅車Grand Caravan SXT（4.0L V6 SOHC引擎），在美國汽車專業媒體Car and driver測試中時速70英哩得到噪音僅61分貝(dBA)的優秀成績，勝過包含勞斯萊斯、賓士、BMW、Lexus在內的各廠牌大型豪華轎車。
克萊斯勒發明或領先配備包括自動變速箱超比檔、明顯減少引擎震動的橡膠引擎腳、一體成形單片曲線擋風玻璃、全隔離車身橡膠底板、安全輪圈框、鑰匙起動引擎自動點火、電動窗、四輪自動充氣液壓碟式煞車、動力方向盤、車用電晶體收音機、電腦控制燃料噴射、防眩目後視鏡、14片黑膠唱片換片機、電子控制稀薄燃燒系統、鎖定扭力轉換器、水冷軸襯渦輪增壓器、前輪驅動箱型休旅車、可變幾何渦輪增壓汽油引擎等，道奇車廠則是全球第一家擺脫木材骨架在汽車上使用全鋼鐵車身的車廠。1988年，克萊斯勒率先把安全氣囊普及到全車系，並大作廣告宣傳安全氣囊，讓全球汽車業真正開始進入重視安全配備的時代。克萊斯勒汽車公司內負責軍火市場的克萊斯勒防衛部門則開發出美國陸軍M1艾布蘭坦克。
除了多項工程專利之外，1934年，克萊斯勒Airflow是第一輛採用空氣力學原理設計的市售車，克萊斯勒並創立汽車界第一個風洞來研究空氣力學。首位登上月球的太空人尼尔·阿姆斯特朗也因為克萊斯勒的工程成就，在克萊斯勒70年代末期營運困難時特別幫克萊斯勒代言廣告，這也是阿姆斯壯首次代言商業廣告。
克萊斯勒在1990年代的概念車設計也得到業界很高的評價。1991年吉普概念車Wagoneer 2000前葉子板大幅延伸至車門的大型車側散熱口，1992年的法拉利456 GT也出現類似設計；Wagoneer 2000概念車沿著圓形頭燈起伏的車頭燈輪廓明顯影響了BMW日後頭燈的設計，以及日後許多車廠變型頭燈的設計。1990年的道奇Stealth 跑車C柱不與後車窗相接合，露出空隙來引導車尾氣流的設計在2006年推出了法拉利599GTB费奥拉诺的C柱設計中也再次出現。道奇Stealth的包覆燻黑方形車頭燈設計也影響廣泛，1990年代賓士SEC、本田思域等車頭燈都受其影響，Stealth包覆至行李箱蓋的車尾燈也影響90年代梅赛德斯-奔驰C级的車尾燈設計；克萊斯勒300概念車的變形蟲頭燈影響1990年代末期梅赛德斯-奔驰S级等車廠頭燈設計上；1999年的克莱斯勒LHS車頭水箱護罩設計影響2004年版的奥迪A6；1999年的道奇Charger R/T Concept車側設計則影響2008年的欧宝Insignia；帶有美國古典跑車風格的普利茅斯Prowler是少數原廠量產上市的Hot Rod(大馬力改裝版古董車)。
近年來克萊斯勒與通用汽車和福特汽車問題相同，克萊斯勒也給員工極好的終身退休金與高額度醫療給付，在退休員工愈來愈多也愈來愈長壽的情況下，加上美國車廠銷售主力且高利潤的休旅車和卡車在油價上漲後銷量明顯減少，美國這三大汽車公司都面臨沉重的財務負擔，日本的汽車公司卻沒有這麼優厚的員工退休福利與醫療給付，這些優厚的員工退休福利在工會合約規定下也難以取消。
2007年5月14日，戴姆勒-克莱斯勒公司宣布，克莱斯勒的80.1%股份被出售给博龙资产管理有限公司。
2009年1月21日美國克萊斯勒汽車與義大利菲亚特汽車初步達成一項沒約束力的策略性聯盟協議，飛雅特同意向克萊斯勒提供汽車資產及科技，以換取對方35%股權。建議下，飛雅特不會對克萊斯勒進行現金投資，但會提供小型車科技平台，以及環保及節能引擎技術。
2009年4月30日，陷入困境的克莱斯勒公司发表声明宣布申请破产保护，意大利汽車製造商菲亚特集團收購了克萊斯勒集團的多數股權。
2014年1月1日，菲亚特集團與佳士拿少數股東美國工人退休醫保信託（VEBA Trust）達成協議，悉數收購餘下41.46%的股權，作價36.5億美元，完成全資控股。菲亞特集團與克萊斯勒集團完成合併後，成為全球第七大車廠。
2019年10月31日，佳士拿的母公司 — 快意佳士拿汽車與標緻雪鐵龍集團將會合併成為一間雙方股東各佔50%的新公司，合併完成後，新公司會是世界第4大車廠。
2020年7月16日，PSA與快意佳士拿汽車已經完成合併，並定名為斯泰蘭蒂斯集團，新集團的總部將會設立在阿姆斯特丹，並會在米蘭、紐約及巴黎上市。
2021年1月21日，斯泰蘭蒂斯集團正式成立，而佳士拿則成為斯泰蘭蒂斯旗下的子品牌。

## 主要股東
- 菲亚特集團100%股權[3]

## 克莱斯勒汽車 美國地區歷年銷售量

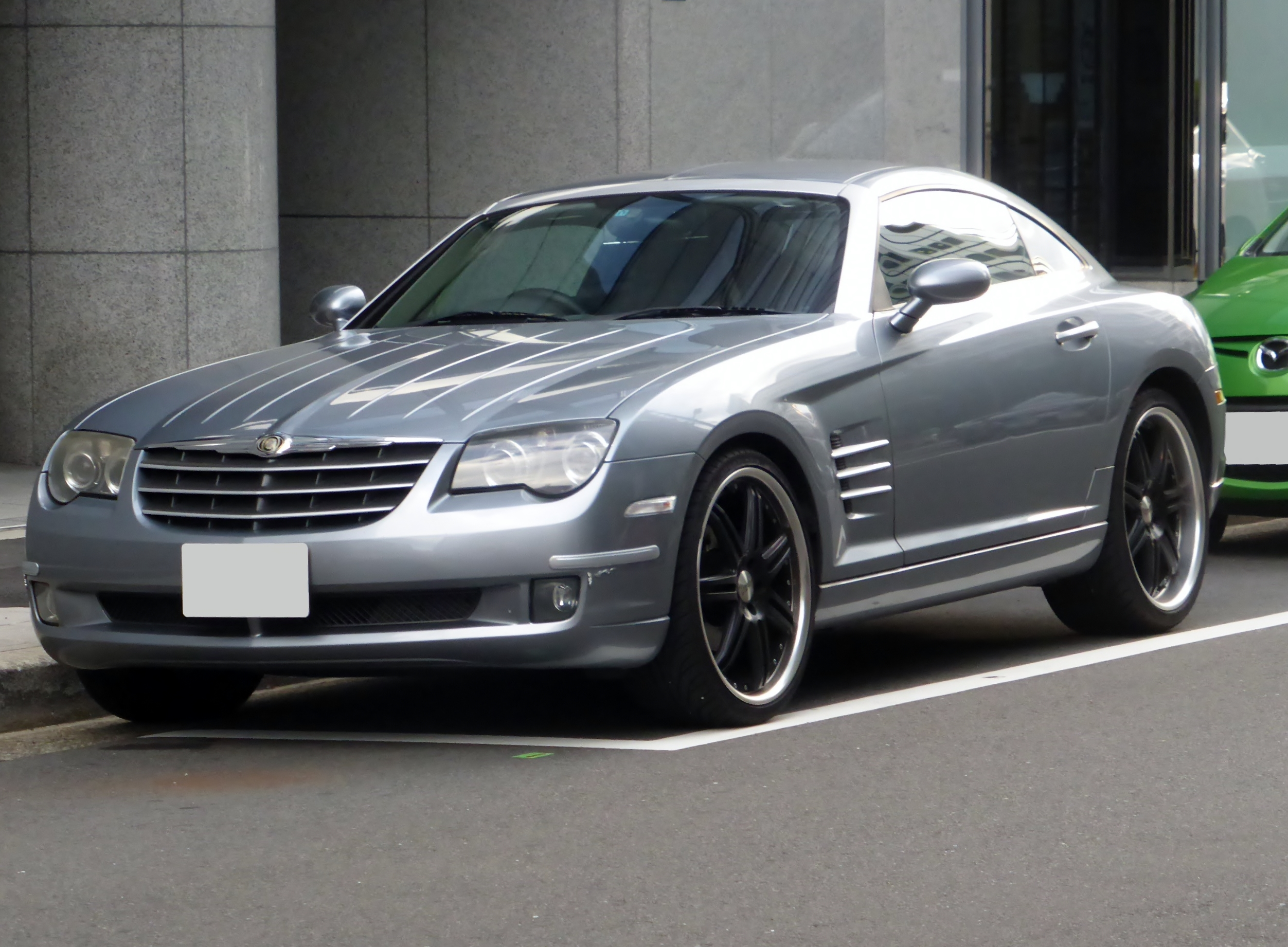
克莱斯勒火線

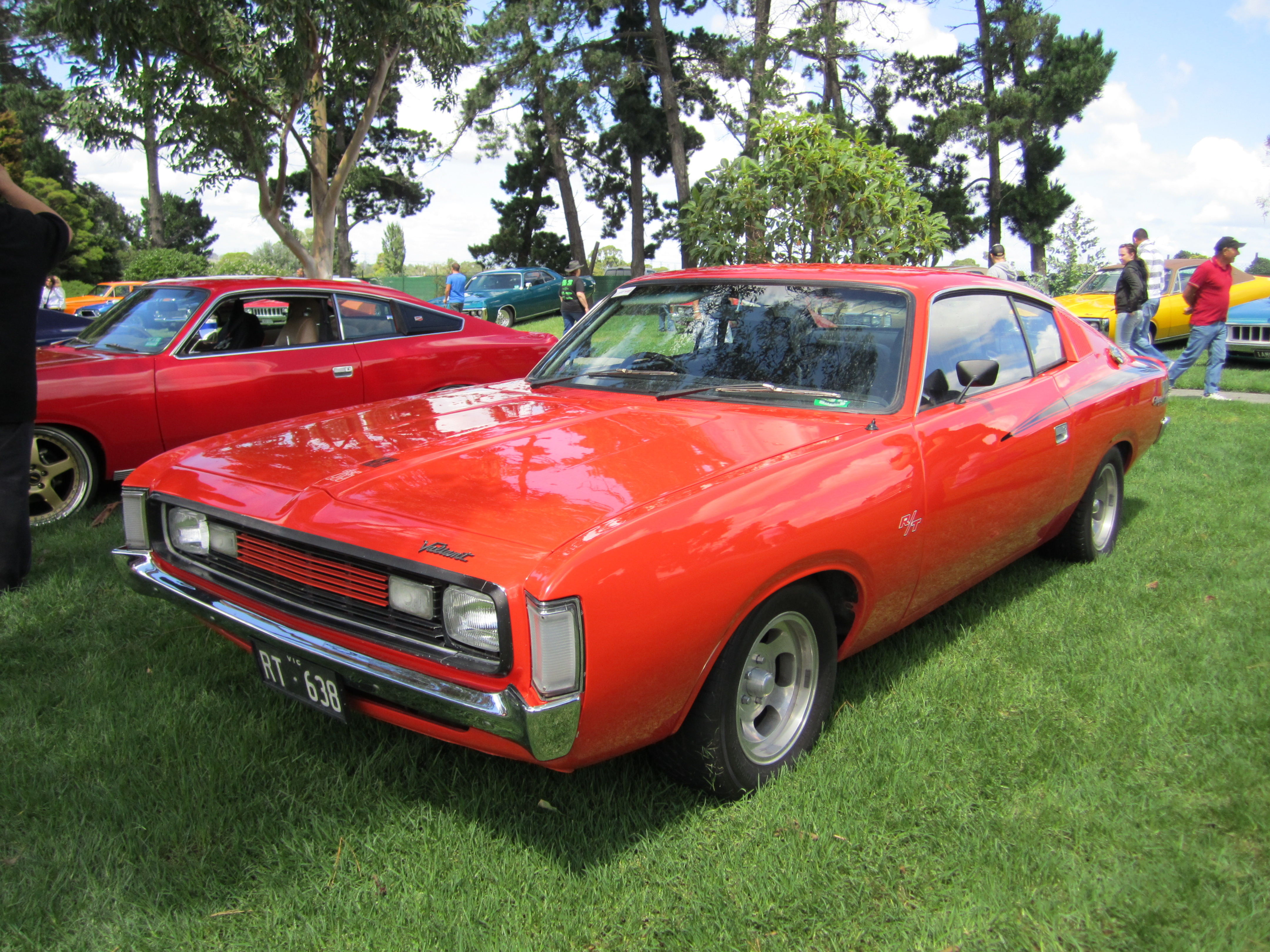
克莱斯勒 Valiant Charger

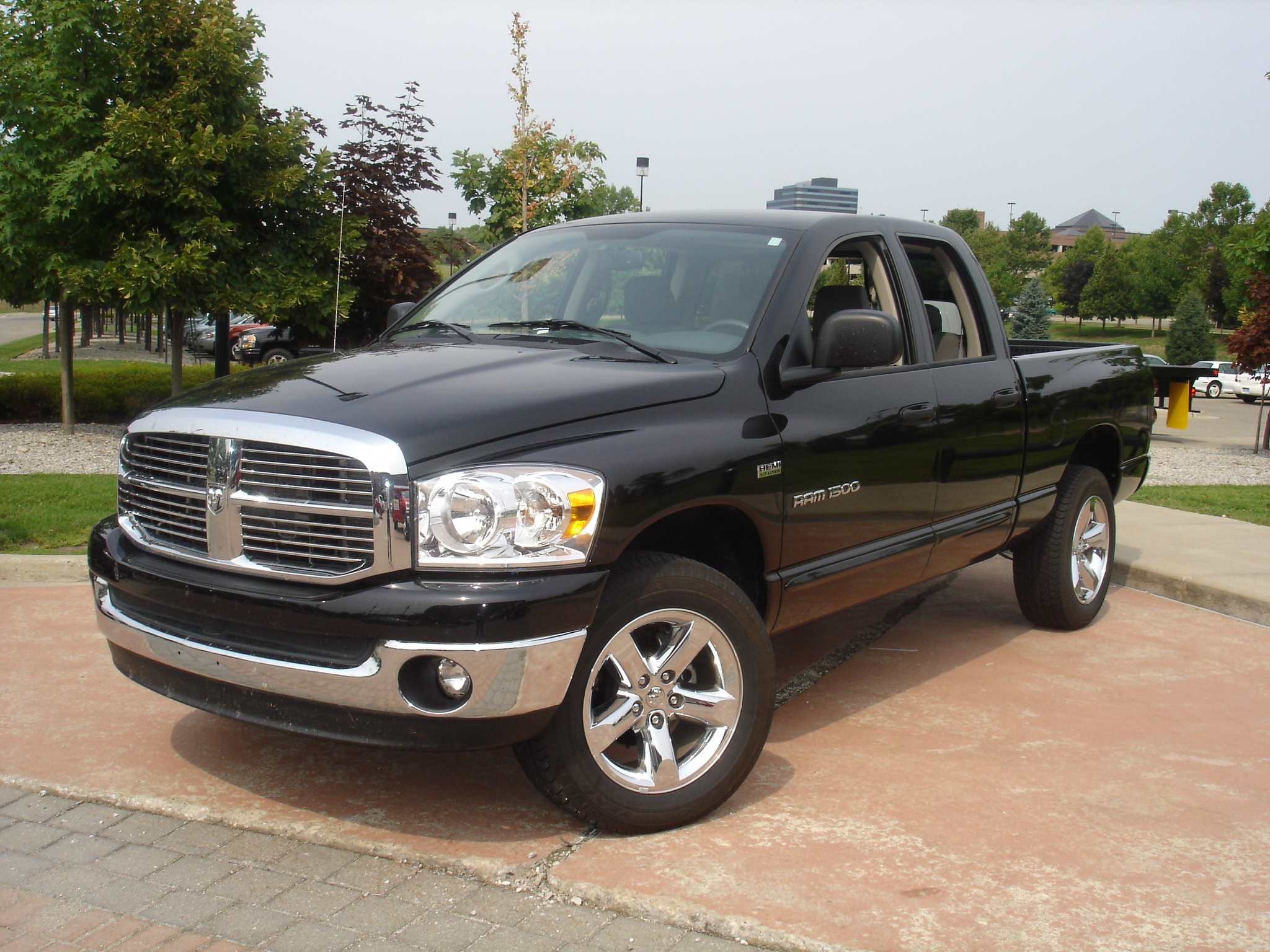
公羊貨卡 Ram 1500

| 年度 | 美國銷量(輛) | 年成長率％ |
| ---- | ------------ | ---------- |
| 1999 | 2,638,561    |            |
| 2000 | 2,522,695    | ▼4.4%      |
| 2001 | 2,273,208    | ▼9.9%      |
| 2002 | 2,205,446    | ▼3%        |
| 2003 | 2,127,451    | ▼3.5%      |
| 2004 | 2,206,024    | ▲3.7%      |
| 2005 | 2,304,833    | ▲4.5%      |
| 2006 | 2,142,505    | ▼7%        |
| 2007 | 2,076,650    | ▼3.1%      |
| 2008 | 1,453,122    | ▼30%       |
| 2009 | 931,402      | ▼36%       |
| 2010 | 1,085,211    | ▲17%       |
| 2011 | 1,369,114    | ▲26%       |
| 2012 | 1,651,787    | ▲21%       |
| 2013 | 1,800,368    | ▲9%        |
| 2014 | 2,090,639    | ▲16%       |
| 2015 | 2,243,907    | ▲7%        |
| 2016 | 2,244,315    | ▲ 0.0%     |
| 2017 | 2,059,376    | ▼ 0.8%     |